# Lycaugesia homogramma
Lycaugesia homogramma är en fjärilsart som beskrevs av William Schaus 1915. Lycaugesia homogramma ingår i släktet Lycaugesia och familjen nattflyn. Inga underarter finns listade i Catalogue of Life.